# NGC 163
NGC 163 је елиптична галаксија у сазвежђу Кит која се налази на NGC листи објеката дубоког неба.
Деклинација објекта је - 10° 7' 17" а ректасцензија 0h 35m 59,7s. Привидна величина (магнитуда) објекта NGC 163 износи 12,7 а фотографска магнитуда 13,7. NGC 163 је још познат и под ознакама MCG -2-2-66, NPM1G -10.0017, PGC 2149.